# Нью-Касл Тауншип (округ Скайлкілл, Пенсільванія)
Нью-Касл Тауншип (англ. New Castle Township) — селище (англ. township) в США, в окрузі Скайлкілл штату Пенсільванія. Населення — 347 осіб (2020).

## Демографія
Згідно з переписом 2010 року, у селищі мешкало 414 осіб у 182 домогосподарствах у складі 110 родин. Було 198 помешкань
Расовий склад населення:
| - 99,3 % — білих - 0,2 % — чорних або афроамериканців - 0,2 % — азіатів |

До двох чи більше рас належало 0,0 %. Частка іспаномовних становила 2,2 % від усіх жителів.
За віковим діапазоном населення розподілялося таким чином: 15,9 % — особи молодші 18 років, 62,1 % — особи у віці 18—64 років, 22,0 % — особи у віці 65 років та старші. Медіана віку мешканця становила 43,2 року. На 100 осіб жіночої статі у селищі припадало 106,0 чоловіків;  на 100 жінок у віці від 18 років та старших — 108,4 чоловіків також старших 18 років.
Середній дохід на одне домашнє господарство  становив 48 776 доларів США (медіана — 39 688), а середній дохід на одну сім'ю — 55 482 долари (медіана — 50 417). Медіана доходів становила 44 500 доларів для чоловіків та 29 375 доларів для жінок. За межею бідності перебувало 11,1 % осіб, у тому числі 17,2 % дітей у віці до 18 років та 3,9 % осіб у віці 65 років та старших.
Цивільне працевлаштоване населення становило 173 особи. Основні галузі зайнятості: виробництво — 24,3 %, освіта, охорона здоров'я та соціальна допомога — 17,9 %, науковці, спеціалісти, менеджери — 14,5 %, роздрібна торгівля — 13,9 %.